# Больтраффио, Джованни
Джованни Антонио Больтраффио (Бельтраффио) (итал. Giovanni Antonio Boltraffio (Beltraffio); 1466 или 1467, Милан — 1516, там же) — итальянский художник эпохи Высокого Возрождения ломбардской школы, леонардеск — ученик Леонардо да Винчи в Милане.

## Биография и творчество
Вазари сообщает, что художник происходил из аристократической семьи. Воспитанный в традициях Фоппы, Бернардо Дзенале и Амброджо Бергоньоне, он прошёл обучение в мастерской Леонардо. Его первое произведение «Воскресение Христа, святой Леонард и святая Лючия» выполнено в 1491 году совместно с Марко д'Оджоно для миланской церкви Сан-Джованни-сул-Муро. Был придворным художником Лодовико Моро и славился своими психологическими портретами.
Больтраффио умер в возрасте 49 лет и был похоронен на кладбище церкви Св. Паулы в Комито.
Историки искусства предполагают, что фигура Младенца на картине Леонардо да Винчи «Мадонна Литта» принадлежит кисти Джованни Антонио Больтраффио. Известны подготовительные рисунки Больтраффио, в точности воспроизводящие эту фигуру.